# Katy Perry
Katheryn Elizabeth Hudson (uměleckým jménem Katy Perry, * 25. října 1984 Santa Barbara, Kalifornie) je americká zpěvačka, textařka a hudebnice. Narodila se pastorskému páru, vyrůstala na gospelové hudbě a zpívala v kostele. Od církve také dostala první modrou kytaru. Populární se stala díky svému prvnímu megahitu „I Kissed A Girl“. Jako jediná zpěvačka v historii popu měla pět singlů z jediného alba, Teenage Dream, na vrcholu americké singlové hitparády. Před ní se to podařilo jen Michaelu Jacksonovi. Věnuje se také nadacím, včetně spolupráce s UNICEF, aktivismu v oblasti práv LGBT a ženské rovnoprávnosti.
Během dětství zpívala v kostelích a usilovala o gospelovou dráhu. Podepsala smlouvu s Red Hill Records a v roce 2001 vydala své debutové album Katy Hudson, které ovšem nezaznamenalo komerční úspěch. V následujícím roce, poté co Red Hill ukončilo smlouvu, se přestěhovala do Los Angeles, aby se věnovala světské hudbě. Podepsala smlouvu s vydavatelstvím The Island Def Jam Music Group a Columbia Records, ale její kariéra upadala. Nakonec v dubnu 2007 podepsala smlouvu s Capitol Records.
Známou se stala v roce 2008 po vydání singlu „I Kissed a Girl“, díky kterému vyvolala kontroverzi pro jeho homosexuální tematiku.[zdroj⁠?!] Dalším singlem se stal singl „Hot n Cold“. Oba dva singly jsou z desky One of the Boys. Její třetí album Teenage Dream (2010) obsahuje nejvýše umístěné singly v žebříčku Billboard Hot 100, jako jsou: „California Gurls“, „Teenage Dream“, „Firework“, „E.T.“ a „Last Friday Night (T.G.I.F.)“. Dalším singlem se stal  „The One That Got Away“, který se umístil na 3. místě. Toto album se stalo prvním albem zpěvačky, které mělo pět písní s číslem jedna v žebříčku Billboard Hot 100 a celkově druhým albem; tím prvním bylo Bad od Michaela Jacksona. V březnu 2012 vydala dodatek alba s názvem Teenage Dream: The Complete Confection s dalšími dvěma singly „Part of Me“ a „Wide Awake“.
Roku 2013 vydala další album s názvem Prism, které žánrově spadalo do popu a dance. Stala se prvním umělcem, který dosáhl miliardy zhlédnutí na portálu Vevo na více videích, a to konkrétně na „Roar“ a „Dark Horse“. Většinou na psaní písní spolupracovala s novými autory, povětšinou s Dr. Lukem a Maxem Martinem.
V roce 2017 vydala další album Witness, kterému se dostalo smíšených ohlasů od kritiků. Album se stalo třetím číslem jedna v žebříčku Billboard 200. Singly alba však nedosáhly příčky 1 v Billboard Hot 100. Nejúspěšnější singl alba "Chained o the Rhythm" překonal rekord na streamovací službě Spotify jako nejvíce přehrávaná skladba umělkyně v prvních 24 hodinách od vydání.
V písních jako např. „Firework“ a „Roar“ zdůrazňuje téma sebeposilnění a sebeúcty. Známá je pro svůj výstřední a zábavně založený styl oblékání, který zahrnuje světlé barvy a různé motivy. Její představení mívají propracované inscenace a kostýmy.[zdroj⁠?!]
Stala se držitelkou mnoha ocenění, čtyř zápisů v Guinnessově knize světových rekordů, pěti American Music Awards a Brit Awards. V letech 2011–2018 ji magazín Forbes zahrnul na seznam „Top-vydělávajících žen v hudbě“. Během své kariéry prodala minimálně 11 miliónů alb a 81 miliónů singlů. Řadí se mezi nejvýdělečnější hudební umělce všech dob, celkově se prodalo asi 100 miliónů nahrávek během celé její kariéry. Také vytvořila vlastní parfémy Purr, Meow!, Killer Queen, Mad Potion, Mad Love a INDI. V roce 2012 vydala autobiografický dokument s názvem Katy Perry: Skutečná tvář, v něm představila svůj umělecký život a manželství s anglickým hercem Russellem Brandem. V letech 2018–2024 byla porotkyní americké talentové soutěže American Idol.

## Život a kariéra

### Osobní život
Katy měla vztah s frontmanem skupiny Gym Class Heroes Travie McCoyem, kterého potkala ve studiu v New Yorku. Rozešli se v prosinci 2008.
Na jaře 2009 se poprvé potkala s Britem Russellem Brandem, když hrála vedlejší roli v jeho filmu Dostaň ho tam. Perry a Brand spolu začali chodit v září 2009 poté, co se opět potkali na MTV Video Music Awards a v prosinci téhož roku se během dovolené v Indii zasnoubili. V červenci 2010 prohlásila v interview na YouTube, že Brand bude vynikající otec. Perry a Brand se vzali při tradičním hinduistickém obřadu dne 23. října 2010 v Rádžasthánu v Indii. Manželství ale nevydrželo dlouho: v prosinci 2011 Brand oznámil, že se rozvádí. Perry později dodala, že důvodem bylo jejich časové vytížení a fakt, že na rozdíl od Branda nechtěla děti. Brand jí prý rozvod oznámil přes zprávu.
Chodila i se známým hudebníkem Johnem Mayerem. S ním nazpívala i píseň „Who You Love“. Na začátku roku 2014 se ale pár rozešel. Na začátku března 2016 Katy Perry a Orlando Bloom oficiálně potvrdili, že jsou partneři. Sice na jaře 2017 oznámili rozchod z důvodů rozdílných názorů na společnou budoucnost, nicméně v březnu následujícího roku byli společně spatřeni v Praze. Na sv. Valentýna 2019 se pár zasnoubil a 5. března 2020 Katy Perry skrze videoklip k písni „Never Worn White“ oznámila, že spolu očekávají dítě. Dne 26. srpna 2020 se jim narodila dcera Daisy Dove Bloom.

### 1984–1998: Dětství
Katheryn Elizabeth Hudson se narodila v Santa Barbaře v Kalifornii pastorským rodičům Mary Christine a Mauriceovi Keithovi Hudsonovi. Oba její rodiče jsou „znovuzrození“ křesťané, kteří se obrátili k Bohu po „divokém mládí“. Katy má anglické, německé, irské a portugalské kořeny. Z matčiny strany je neteří filmového režiséra Franka Perryho. Má mladšího bratra Davida, který je zpěvák a starší sestru Angelu. Od 3 do 11 let se Katy často stěhovala napříč Státy, kvůli přeřazování jejích rodičů do různých kostelů, později se znovu usadili v Santa Barbaře. Po čas dětství navštěvovala církevní školy a tábory. Její rodina musela finančně bojovat, občas používali poukázky na jídlo a jedli z potravinové banky, která byla určená na nakrmení shromáždění v kostele jejích rodičů.

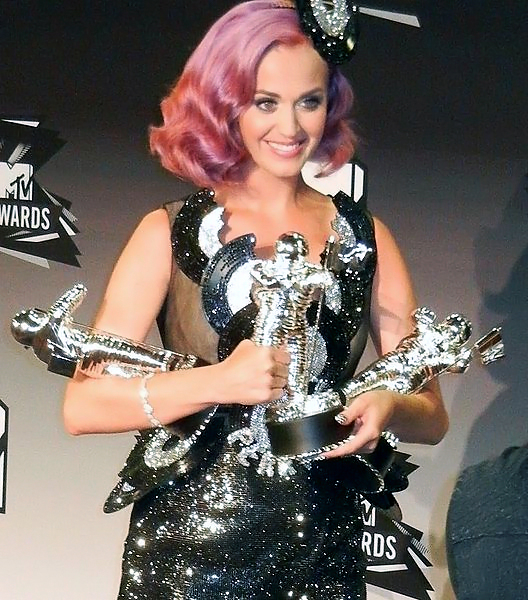
Katy vyhrála v roce 2011 tři ceny MTV VMA's

Katy poslouchala především gospelovou hudbu, protože její rodina se jí snažila odradit od světské hudby. Populární hudbu objevila z CD, které dostala od svých kamarádů. Katy uvedla: „Modlím se celou dobu – pro sebeovládaní, pro pokoru.“ Spolu se svojí sestrou Angelou začala cvičit zpěv. Začala cvičit od 9 let a do 17 zpívala v kostele. Ve 13 letech dostala svou první kytaru a začala veřejně vystupovat s písněmi, které sama složila. Snažila se být „tak trochu typickou kalifornskou dívkou“. Jak vyrostla, začala s bruslením, se skateboardingem a surfingem. Její bratr David ji během jejího dospívání popsal jako divošku. Chodila na hodiny tance a učila se swing, Lindy Hop a jitterbug.

### 1999–2006:Katy Hudsona počátky kariéry
Během prvního ročníku na střední škole splnila požadavky General Educational Development (GED) a ve věku 15 let opustila školu Dos Pueblos High School, aby se mohla věnovat hudební kariéře. Krátce studovala italskou operu na Music Academy of the West v Santa Barbaře. Její zpěv přitáhl pozornost rockových umělců Stevea Thomase a Jennifer Knapp, kteří jí pomohli zlepšit zručnost v psaní písní. V Nashville začala nahrávat demonahrávky a učila se psát písně a hrát na kytaru. Po podepsání smlouvy s Red Hill Records, vydala své debutové gospelové album s názvem Katy Hudson. Album vyšlo 6. března 2001 a Katy se připojila k turné The Strangely Normal Tour na podporu alba. Album Katy Hudson dostalo pozitivní ohlas od kritiků, ale bylo komerčně neúspěšné a prodalo se odhadem 200 kopií. Katy přešla z gospelu na moderní hudbu, začala spolupracovat s producentem Glenem Ballardem a v 17 letech se přestěhovala do Los Angeles. V roce 2003 krátce vystupovala pod jménem Katherine Perry, aby nedošlo k záměně s herečkou Kate Hudson. Později přijala umělecké jméno Katy Perry.
V roce 2004 podepsala Katy smlouvu s Ballardovým vydavatelstvím Java, které bylo potom spojené s The Island Def Jam Music Group. Začala pracovat na sólo nahrávce, ale ta byla odložena, po tom, co Java skončilo. Ballard potom představil Katy Timovi Devineovi, A&R manažerovi Columbia Records a podepsala smlouvu jako sólová umělkyně. V průběhu následujících dvou let, psala a nahrávala materiál pro její debut v popu a spolupracovala s textaři jako jsou Desmond Child, Greg Wells, Butch Walker, Scott Cutler/Anne Previn, The Matrix, Kara DioGuardi, Max Martin a Dr. Luke. V roce 2006 byla Katy vzata složka z Columbia Records do Capitol Records Angelicou Cob-Beahler, krátce předtím než měla vydat své debutové popové album.
Katy měla před svým přelomem menší úspěchy. Píseň „Simple“, kterou nahrála s Ballardem, se objevila na soundtracku k filmu Sesterstvo putovních kalhot (2005). Také poskytovala doprovodné vokály v písni „Old Habits Die Hard“ od Micka Jaggera, která v roce 2005 vyhrála ocenění Zlatý glóbus za nejlepší filmovou píseň. V září 2004, magazín Blender označil Katy za „The Next Big Thing“. Nahrála zadní vokály v písni „Goodbye for Now“ od P.O.D. a v roce 2006 se objevila také na konci videoklipu k této písni. V tomtéž roce se také objevila ve videoklipu „Learn to Fly“ od Carbon Leaf a zahrála si také ve videoklipu k písni „Cupid's Chokehold“ od skupiny Gym Class Heroes. V tu dobu chodila s hlavním zpěvákem z této skupiny, Traviem McCoyom.

### 2007–2009: Přelom sOne of the Boys
Po odchodu z Columbia Records přinesla Angelica Cob-Baehler, tehdejší reklamní manažerka vydavatelství, zpěvaččiny demonahrávky a složku předsedovi Capitol Records, Jasonovi Flomovi. Ten byl přesvědčený, že by mohla prorazit jako hvězda a výsledkem byl podpis smlouvy s Capitol Records v dubnu 2007. Vydavatelství zařídilo, aby mohla spolupracovat s Dr. Lukeem. Katy a Dr. Luke napsali písně „I Kissed a Girl“ a „Hot n Cold“ pro její další album One of the Boys. Kampaň začala v listopadu 2007 vydáním videoklipu k písni „Ur So Gay“, které měl za cíl uvést ji na hudební trh. Digitální EP pod vedením „Ur So Gay“ bylo později vydáno, aby vyvolal zájem. Madonna pomohla propagovat tuto píseň tím, že ji pochválila v rádiu Show JohnJay & Rich v dubnu 2008 a nazvala ji svou „oblíbenou písní“.

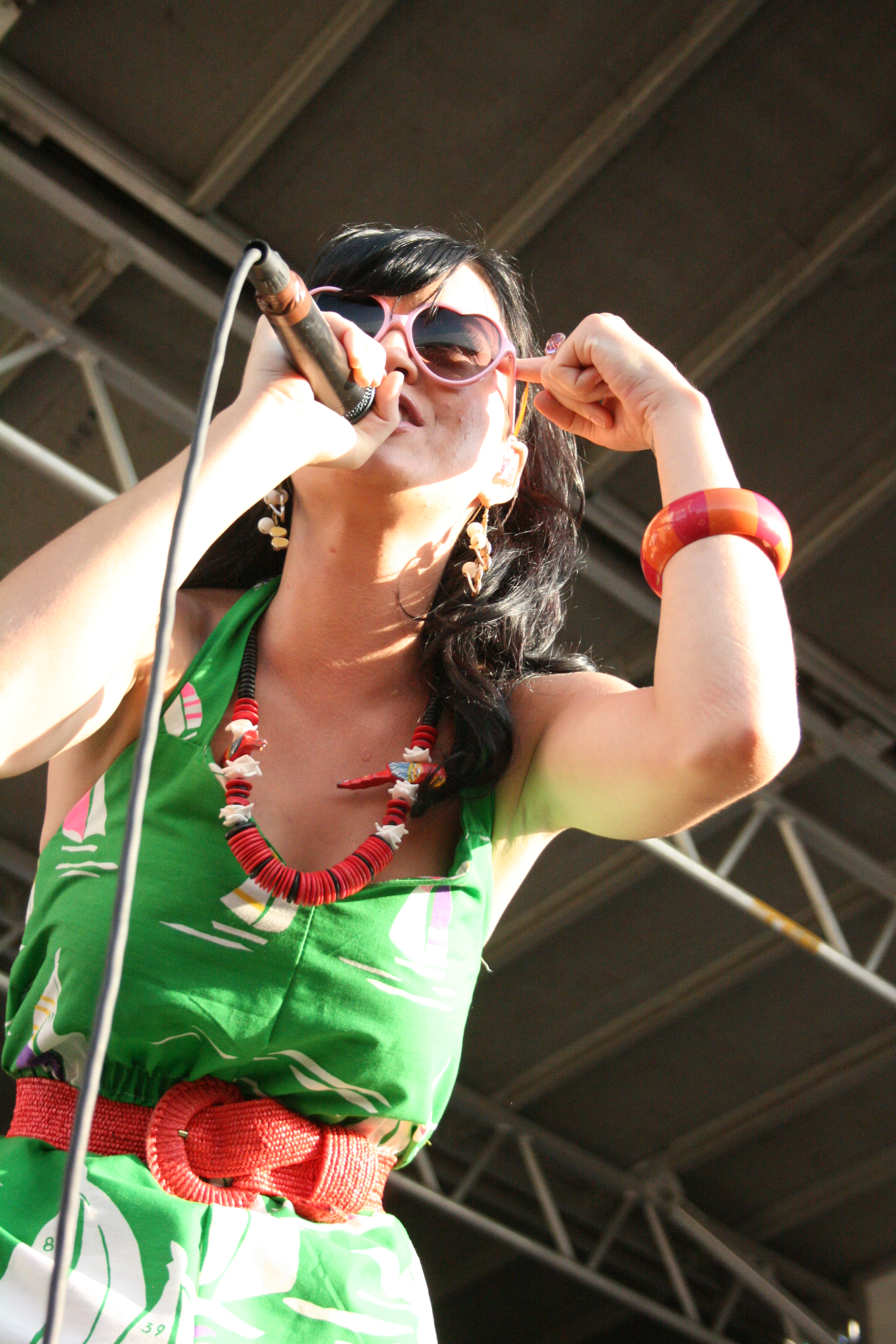
Perry byla součástí Warped Tour 2009

28. dubna 2008 Katy vydala svůj první singl pod vydavatelstvím Capitolu, „I Kissed a Girl“, jako hlavní singl z alba One of the Boys. Singl dosáhl číslo jedna v žebříčku Billboard Hot 100. Album One of the Boys vyšlo 17. června a nasbíral od kritiků smíšené recenze. Dosáhlo čísla 9 v žebříčku Billboard 200. Singl „Hot n Cold“ byl vydaný v září a stal se druhým úspěšným singlem z tohoto alba. Dosáhl číslo 3 v žebříčku Billboard Hot 100, zatímco byl na prvních příčkách v Česku, Německu, Kanadě, Nizozemsku a Rakousku. Další singly „Thinking of You“ a „Waking Up in Vegas“ byly vydané v roce 2009 a dostaly se do top 30 v Billboard Hot 100.

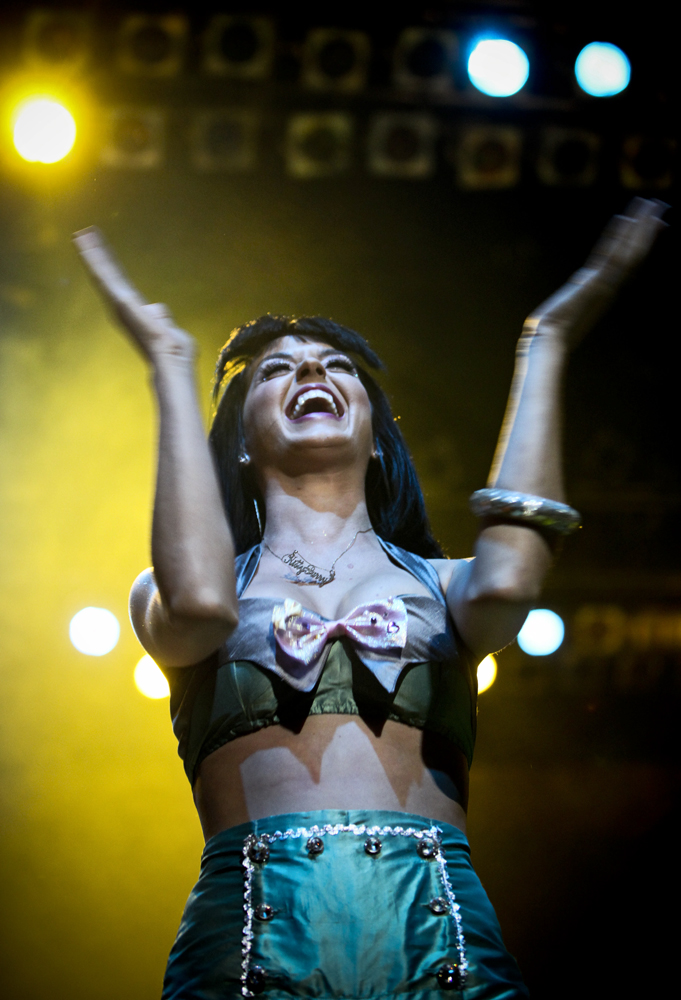
Perry na koncertě v Lisabonu 28. června 2009 v rámci Hello Katy Tour

Po ukončení Warped Tour 2008, Katy moderovala MTV Europe Music Awards v listopadu 2008, kde vyhrála cenu za Best New Act“. Vydala se na vlastní turné s názvem Hello Katy Tour, které trvalo od ledna do listopadu 2009. 4. září 2009 byla předskokankou skupiny No Doubt na jejich Summer Tour 2009. Katy též moderovala MTV Europe Music Awards v listopadu 2009 a stala se první osobou, která moderovala dvě po sobe jdoucí předávací večery. 22. července 2009 nahrála živé album s názvem MTV Unplugged, které zahrnovalo akustické verze písní z alba One of the Boys, tak i nové písně „Brick by Brick“ a „Hackensack“. Toto album vyšlo 17. listopadu 2009. Katy se též objevila na dvou singlech s jinými umělci; v září 2009 spolupracovala na remixe písně „Starstrukk“ od skupiny 3OH!3 a na duetu s Timbalandem „If We Ever Meet Again“, z jeho alba Shock Value II, v lednu 2010. Guinness World Records ji uznal v edici 2010 za „Nejlepší start umělkyně v americkém digitálním žebříčku“, za prodej více než dvou miliónů digitálních kopií.
Singl „I Kissed a Girl“ vyvolal spor mezi náboženskými skupinami a LGBT komunitou. Jedni kritizovali samo homosexuální téma („lesbický text“), zatímco druzí interpretku obviňovali ze senzacechtivosti kvůli prodeji nahrávky. V reakci na spekulace, že její rodiče jsou proti její hudbě a kariéře, se pro MTV vyjádřila, že nemají s jejím úspěchem žádný problém. V prosinci 2008 skončil její vztah s McCoyem a Katy potkala svého pozdějšího manžela Russella Branda; stalo se to na letním turné v roce 2009, kde natáčela medailonek pro jeho film Dostaň ho tam! (Get Him to the Greek). Scéna, kde se líbali, byla vystřižena. Začali spolu chodit po tom, co ho znovu potkala v září na MTV Video Music Awards 2009. Zasnoubili se 31. prosince 2009, během dovolené v indickém Rádžasthánu.

### 2010–2012:Teenage Dreama manželství
Poté, co byla jako porotkyně v American Idol, 7. května 2010 vydala singl „California Gurls“ ve spolupráci s rapperem Snoopem Doggem. Singl byl pilotním singlem jejího třetího studiového alba Teenage Dream a v červnu dosáhlo číslo jedna v žebříčku Billboard Hot 100. Také byla hostem jako porotkyně v The X Factor UK, předtím než vydala druhý singl alba se stejným názvem „Teenage Dream“. Singl „Teenage Dream“ dosáhl v září číslo jedna v žebříčku Billboard. Album Teenage Dream vyšlo 24. srpna 2010 a debutovalo na první příčce Billboard 200. Dostalo se mu od kritiků smíšených recenzí a od té doby se prodalo přes 5,7 miliónů kopií. V říjnu byla píseň „Firework“ vydaná jako třetí singl alba. Singl se stal třetí po sobě jdoucí písní z alba na první příčce Hot 100 a od té doby byla tato píseň 9× certifikovaná platinou v USA.
Zremixovaná verze písně „E.T.“ ve spolupráci s rapperem Kanyem Westem byla 16. února 2011 vydaná jako čtvrtý singl z alba Teenage Dream. Píseň si držela prvenství v žebříčku Hot 100 5 týdnů a tím se stalo album Teenage Dream devátým albem v historii, který měl 4 singly číslo jedna v Hot 100. „Last Friday Night (T.G.I.F.)“ v červnu následoval jako pátý singl a Katy se stala prvou ženou, která měla z jednoho alba 5 singlů na první příčce v Hot 100 a také se stala druhým umělcem po Michaelu Jacksonovi s jeho albem Bad. Díky tomuto rekordu v listopadu 2011 obdržela honorář American Music Award a Guinness World Record 2013. V září vytvořila další rekord a to, že se stala prvním umělcem, co strávil 69 týdnů nepřetržitě v top 10 v žebříčku Hot 100. V říjnu byla píseň „The One That Got Away“ vydaná jako šestý a poslední singl alba. Píseň dosáhla číslo 3 v Hot 100 a číslo 2 v Kanadě. 13. února vydal Capitol pilotní singl „Part of Me“ z alba Teenage Dream: The Complete Confection, které debutovalo na první příčce Hot 100 a stal se Katyným sedmým singlem na vrcholu žebříčku. Album Teenage Dream: The Complete Confection bylo vydané 23. března 2012. Píseň "Wide Awake" byla 22. května vydaná jako druhý singl tohoto znovu-vydaného alba a zároveň byla ústřední písní k filmu Katy Perry: Part of Me. Dosáhla v Hot 100 číslo dvě a v Kanadě a na Novém Zélandu číslo jedna.

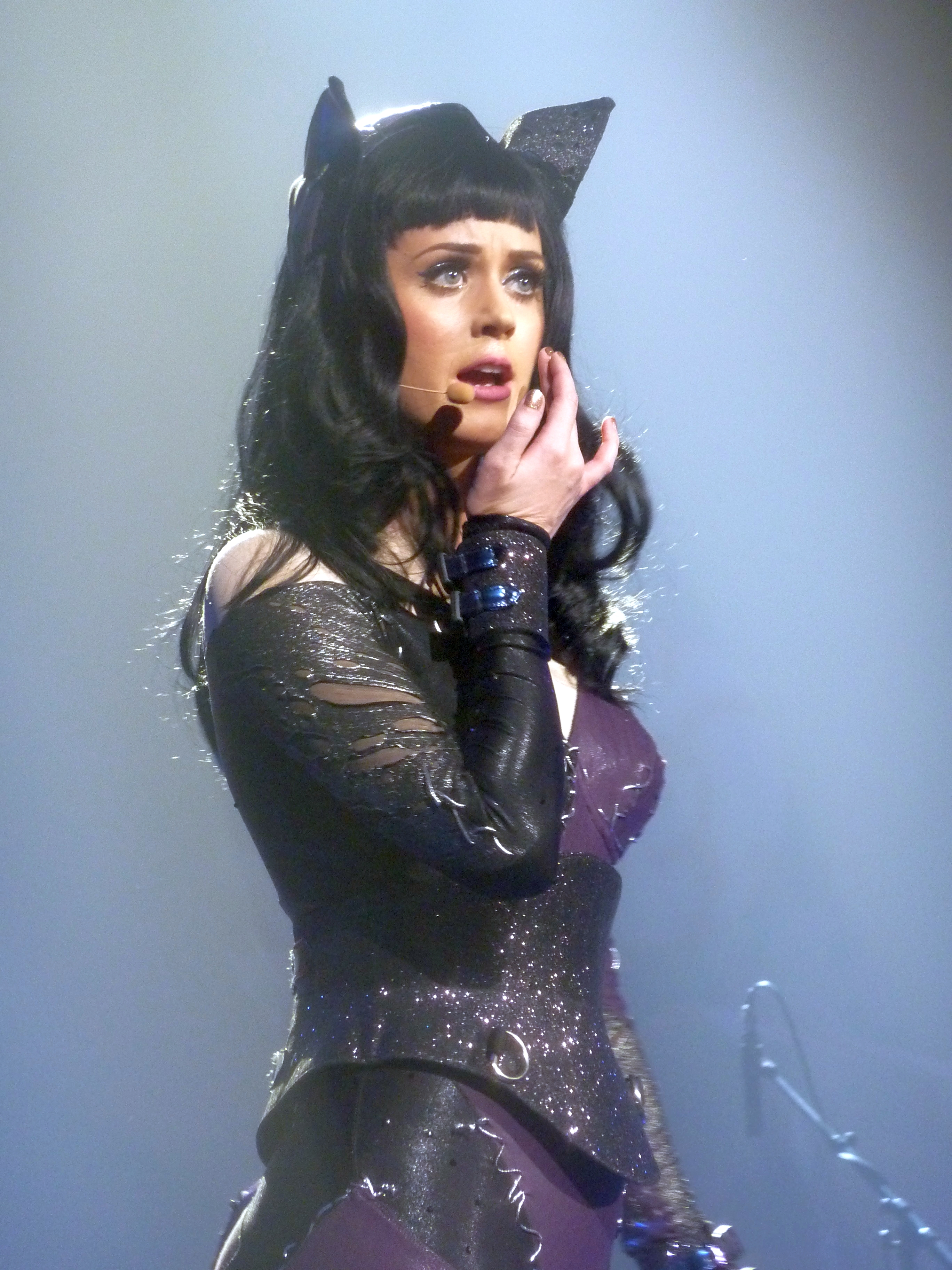
Zpěvaččino turné California Dreams vydělalo 59 miliónů dolarů

Katy odstartovala své druhé turné s názvem California Dreams Tour, pro podporu alba Teenage Dream. Trvalo od února 2011 do ledna 2012. Turné vydělalo přes 59 miliónů dolarů a vyhrálo ocenění „Best Live Act“ na MTV Europe Music Awards 2011. 23. září 2011 vystupovala na otvíracím dni festivalu Rock in Rio 2011 spolu s Eltonem Johnem, Claudiou Leitte a Rihannou. V prosince 2010 hrála kamarádku Moa Szyslaka na živé akci pro vánoční epizodu Simpsonových s názvem „The Fight Before Christmas“. V únoru 2011 se objevila jako host v seriálu Jak jsem poznal vaši matku v epizodě „Oh Honey“, kde ztvárnila ženu známou jako Honey. Za tuto roli vyhrála v lednu 2012 cenu na People's Choice Awards v kategorii „Oblíbená TV hostující hvězda“. Katy předabovala Šmoulinku v rodinném 3D filmu Šmoulové. Film byl finančně úspěšný, ale dostal od kritiků negativní recenze. V březnu 2012 si zahrála bezpečnostní strážkyni Rikki v epizodě „Single White Female Role Model“ seriálu Raising Hope. 5. července 2012 vydala svůj autobiografický dokument s názvem Katy Perry: Part of Me. V češtině je pojmenován jako Katy Perry: Skutečná tvář. Film obdržel pozitivní kritiku a vydělal 32,7 miliónů dolarů.

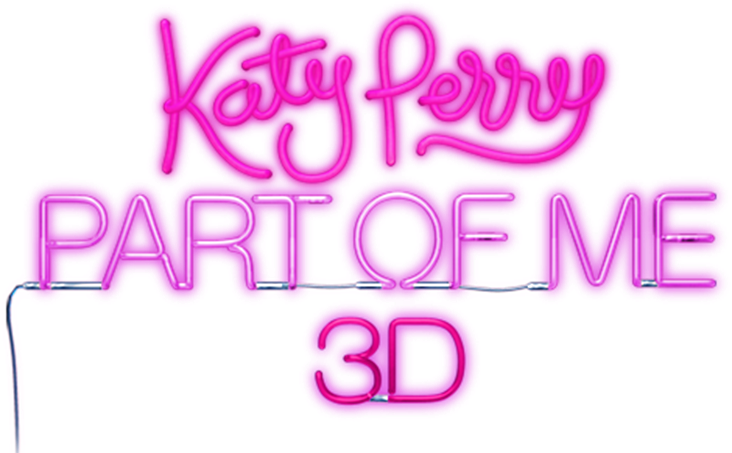
Logo filmu Katy Perry: Part of Me

Katy se pustila do podnikání, když v listopadu 2010 vydala svůj první parfém Purr. Její další byl Meow!, který vyšel v prosince 2011. Electronic Arts přijal Katy, aby podporovala jejich nový datadisk hry The Sims 3 s názvem The Sims 3: Showtime. Katy má i vlastní kolekci s názvem The Sims 3: Sladké radosti Katy Perry, která obsahuje její vlastní účesy, oblečení a jiné.
Magazín Forbes ji umístil na 3. místo seznamu „Nejlepších pracujících žen v hudbě“ v roce 2011 s výdělkem 44 miliónů dolarů a v roce 2012 na páté místo s 45 milióny. Billboard ji jmenoval „Woman of the Year“ na rok 2012.
23. října 2010 se vdala za Russella Branda během tradičního hinduistického ceremoniálu nedaleko národního parku Ranthambhore Tiger Sanctuary v Rádžastánu. Brand 30. prosince 2011 oznámil, že se po 14 měsících manželství rozvádí. Katy později uvedla, že měli problémy kvůli jejímu časovému harmonogramu a Russell navíc chtěl brzy založit rodinu. Také řekla, že poté, co jí Brand poslal zprávu, že se chce rozvést, už spolu nepromluvili. Brand zase tvrdil, že důvodem rozvodu byl její komerční úspěch a neochota zapojit se do aktivismu. Katy byla zpočátku z jejich rozvodu rozrušená a přemýšlela nad sebevraždou. Po rozvodu začala chodit se zpěvákem Johnem Mayerem.

### 2013–2015:Prisma Super Bowl XLIX halftime show
V listopadu 2012 Perry začala pracovat na svém čtvrtém albu, Prism. V rozhovoru pro magazín Billboard řekla: „Vím přesně, jaké nahrávky chci vytvořit. Znám jejich kresbu, zbarvení i tón“ a „dokonce vím, jaké turné udělám dál. Byla bych ráda, kdyby se vize, které mám v hlavě, staly skutečností.“ Také pro L'Uomo Vogue v červnu 2012 řekla, že nové album bude mít i řadu temnějších prvků, jelikož se do něj promítá konec jejího manželství. Perry odhalila na MTV Video Music Awards 2013, že změnila směr alba, a to po období sebereflexe. Poznamenala: "Cítila jsem se velmi hranolově". "Roar" byl vydán jako první singl z Prism 10. srpna 2013. Dostal se na MTV Video Music Awards a hitparádu Billboard Hot 100. „Unconditionally“ bylo vydáno jako druhý singl z Prism na 16. října 2013, a dostalo se na číslo 14 ve Spojených státech.

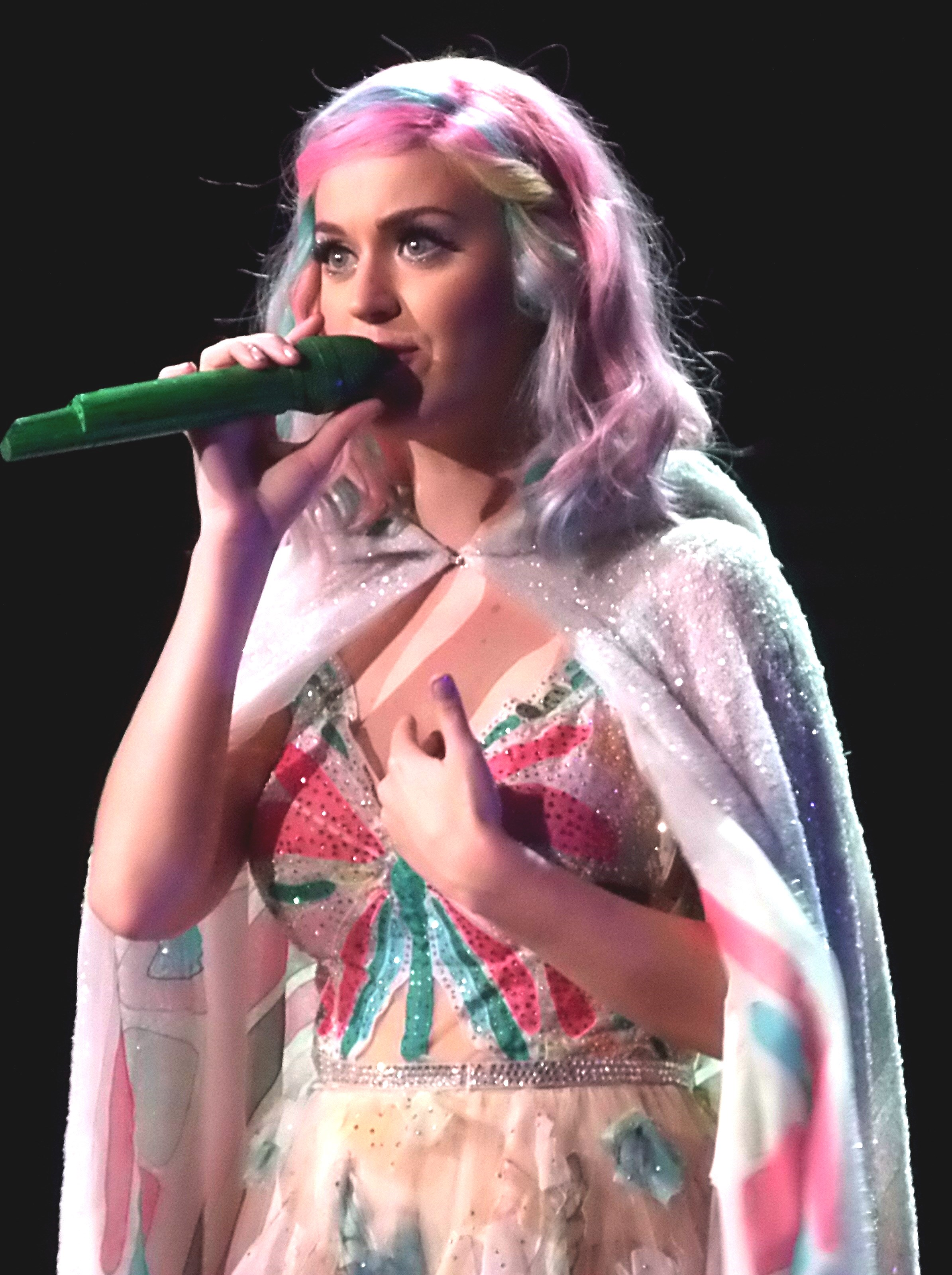
Perry během Prismatic World Tour v červenci 2014

Album Prism bylo vydáno 18. října 2013 a do srpna 2015 se ho prodalo přes 4 miliony kopií. Obdrželo kladné recenze a debutovalo jako číslo jedna v Billboard 200. O čtyři dny později Perry hrála písně z alba v iHeartRadio divadle v Los Angeles. „Dark Horse“ bylo vydáno jako třetí singl alba 17. prosince 2013 a stalo se jejím devátým singlem číslo jedna 29. ledna 2014 v Americe. V roce 2014 vydala singly „Birthday“ a „This Is How We Do“ jako čtvrtý a pátý singl alba a dosáhli 25. pozice v Hot 100. Před ukončení jejího vztah s Johnem Mayer v únoru 2014, natočila a podílela se na duetu s ním pod názvem „Who You Love“ pro jeho album Paradise Valley. Píseň byla vydána na 12. srpna 2013. Perry své třetí turné, Prismatic World Tour, začala v květnu 2014 a uzavřena v říjnu 2015. Spolu s turné zavítala 23. února 2015 do Prahy. Turné vydělalo 204,3 milionů dolarů po celém světě a Perry získala ocenění „Top balíček“ na 2014 Billboard Touring Awards. Vystoupila na festivalu Rock in Rio 2015 27. září 2015.
23. listopadu 2014 NFL oznámila, že Perry bude vystupovat na Super Bowl XLIX halftime show 1. února 2015. Lenny Kravitz a Missy Elliott byli speciálními hosty této show. O dva dny později bylo oznámeno, že se Katy znovu zapsala do Guinness World Records, protože její vystoupení sledovalo 118,5 miliónů diváků v Spojených státech, a tím se tato show stala nejsledovanější v historii Super Bowlu. Sledovanost vystoupení byla vyšší než samotná hra, kterou sledovalo jen 114,4 miliónů diváků.

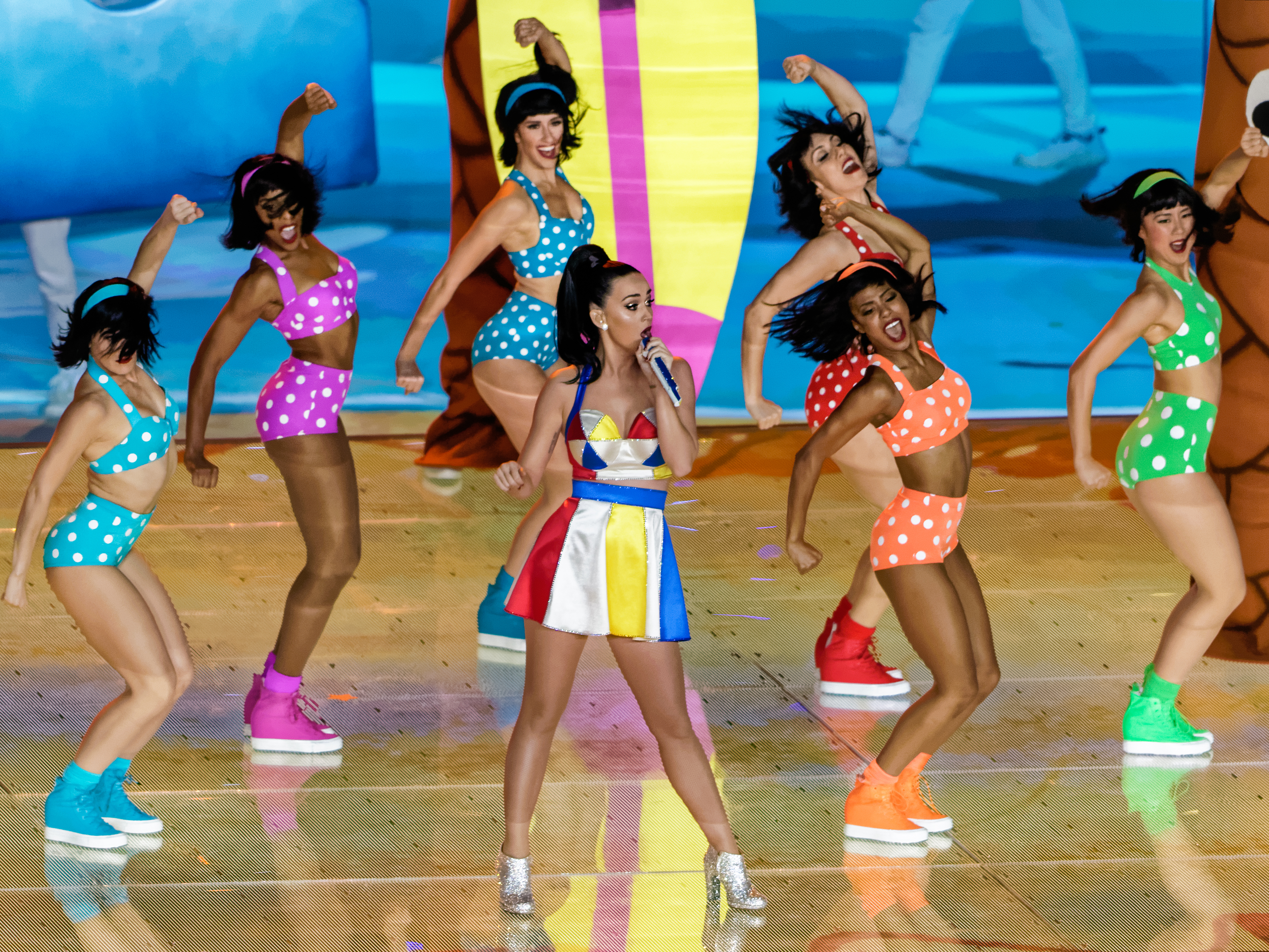
Katy na Super Bowlu v roce 2015

Mezinárodní federace hudebního průmyslu (IFPI) jí udělilo páté místo na seznamu Top globální nahrávající umělci 2013. Dne 26. června 2014 byla prohlášena za certifikovaného digitálního umělce v nahrávacím průmyslu asociace America (RIAA) a certifikovaného umělce za prodej digitálních singlů ve Spojených státech. Spolu s několika dalšími umělci nazpívala cover verzi písně "Daisy Bell (Bicycle Built for two)" na limitované edici koncepčního alba s názvem The Gay Nineties Old Tyme Music: Daisy Bell k výstavě. 23. listopadu 2015 Perry hrála v H&M prázdninové reklamní kampani, pro kterou napsala a nazpívala píseň s názvem "Every Day is Holiday".
17. června 2014 Perry oznámila, že založila svou vlastní nahrávací společnost pod Capitol Records pod názvem UnSub Records. Ferras byl prvním umělcem, který se stal součástí, a Perry působila jako výkonný producent na jeho stejnojmenném EP albu. Také s ním nahrála duet na EP s názvem "Legends Never Die".

Mimo její hudební kariéru Perry opakovala svou roli dabingu Šmoulinky ve Šmoulové 2, která byla vydána v kinech 31. července 2013. Stejně jako předchozí díl byl i tento film finančně úspěšný, ale byl kritizován kritiky. V březnu 2014 hostovala roli sama sebe v Kroll show. Killer Queen byla vydána jako její třetí vůně v srpnu 2013 prostřednictvím Coty Inc. V lednu 2014 se stala hostem kurátora Madonny umění pro iniciativní svobodu. V březnu 2015 se objevila v dokumentární filmu jejího ex-manžela Russella Branda, a vydala koncertní film s názvem Katy Perry: The Prismatic World Tour prostřednictvím Epix. Perry byla součástí medailonku pro hudebním video Madonniny písně "Bitch I 'm Madonna" v červnu 2015. Následující měsíc vydala další vůně s Coty pod názvem Mad Potion. V září 2015 se objevila v dokumentární filmu, který sleduje přípravy Super Bowl XLIX halftime show, Katy Perry: Making of the Pepsi Super Bowl Halftime Show. Perry vydala svou mobilní aplikaci s názvem Katy Perry Pop v prosinci 2015 prostřednictvím Glu Mobile, kde její charakter pomáhá hráči stát se známým hudebníkem. Hru popsala jako "nejvíce zábavný, barevný svět, který pomáhá plnit své hudební sny". Hru však zrušila v roce 2016.

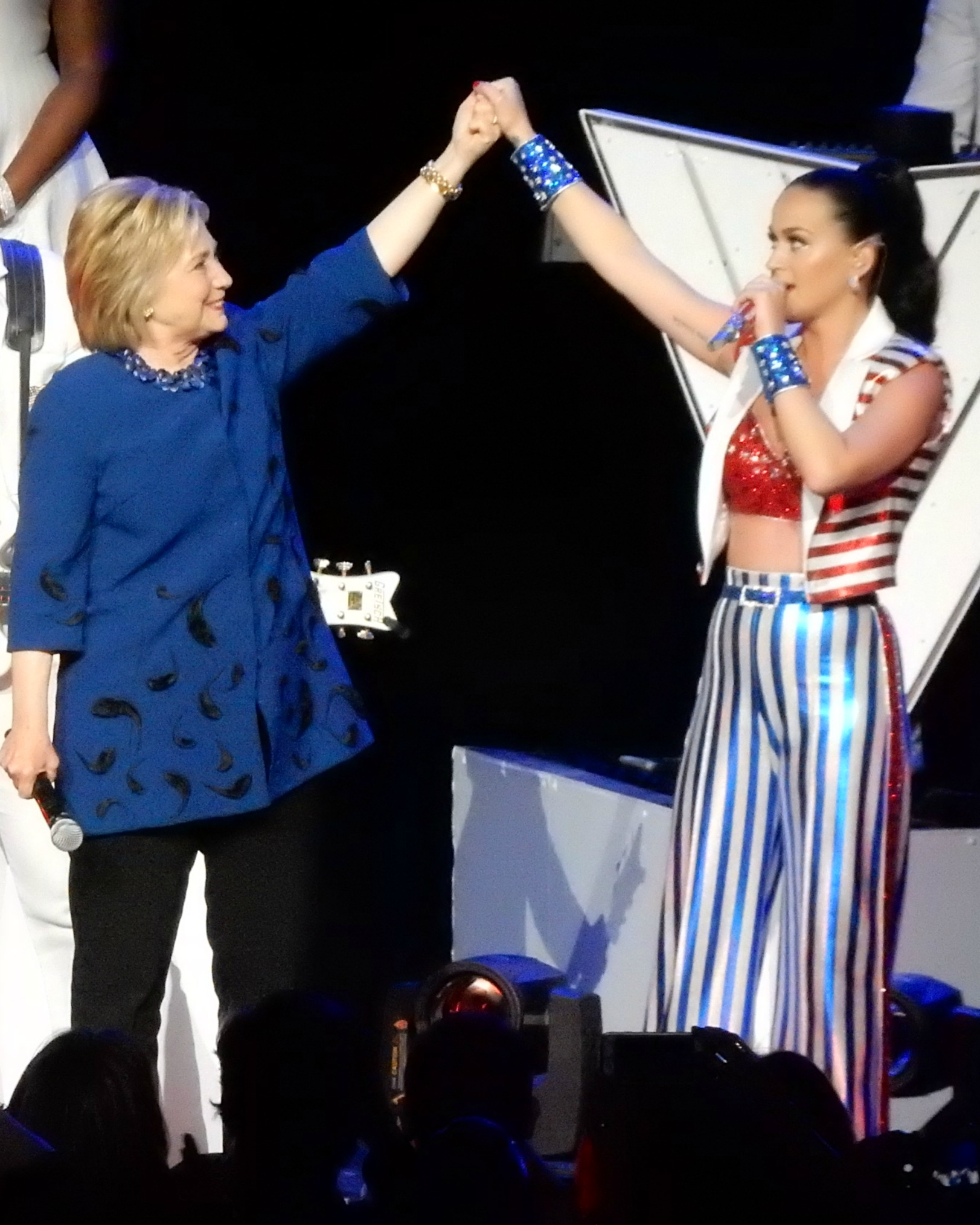
Perry s Hillary Clintonovou na akci I'm With Her v březnu 2016

### 2016:Risea podpora Hillary Clinton
V květnu 2016 zpěvačka potvrdila, že pracuje na nové hudbě. 14. července toho roku Katy vydala píseň „Rise“, která se stala hymnou Letních Olympijských her 2016. Dosáhla číslo jedna v Austrálii a čísla sedm v Česku. Den poté zveřejnila video se záběry z Letních Olympijských her 2012. NBC uvedla, že píseň mluvím přímo do duše Olympiády a jejích atletů. Zpěvačka později uvedla, že píseň není součástí následujícího alba z toho důvodu, že „svět je třeba sjednotit“. Oficiální videoklip byl vydala 4. srpna.
Perry se během roku 2016 zúčastňovala různých akcích s Hillary Clintonovou za účelem její propagace do prezidentských voleb 2016, na kterých častokrát i svým hudební vystoupením ji přímo podporovala.

### 2017–2019:Witnessa American Idol

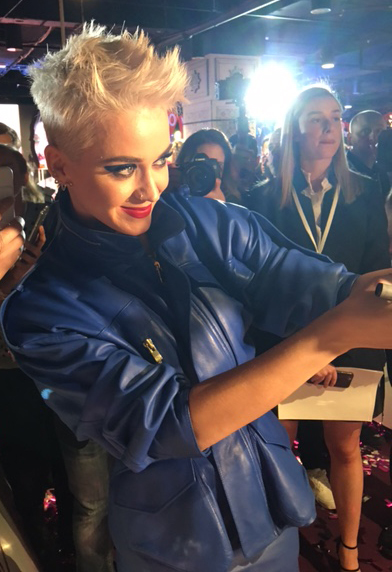
Perry pózující při fotografování s fanoušky v australském Sydney v červenci 2017

V srpnu 2016 Perry uvedla, že usiluje o vytvoření materiálu ", který spojuje, souvisí a inspiruje" a Ryan Seacrest řekl, že "nespěchala" na své páté album a dodala: "Mám teď hodně zábavy, ale experimentuju a zkouším různé producenty, různé spolupracovníky a různé styly." 10. února 2017 Perry vydala vedoucí singl alba s hostujícím Skipem Marley pod názvem "Chained to the Rhythm",, který dosáhl čísla jedna v Maďarsku a číslo čtyři ve Spojených státech. Její druhý singl "Bon Appétit" s hostující hiphopovou skupinou Migos a byl zveřejněn 28. dubna 2017. 15. května 2017 zpěvačka oznámila jméno následujícího alba Witness a oznámila turné Witness: The Tour. Následující singl byl uveřejněn 19. května 2017 s názvem "Swish Swish" s hostující zpěvačkou Nicki Minaj. Čtvrtý a poslední singl "Hey Hey Hey" zveřejnila 12. ledna 2018 a v Česku se umístil na 53. příčce.

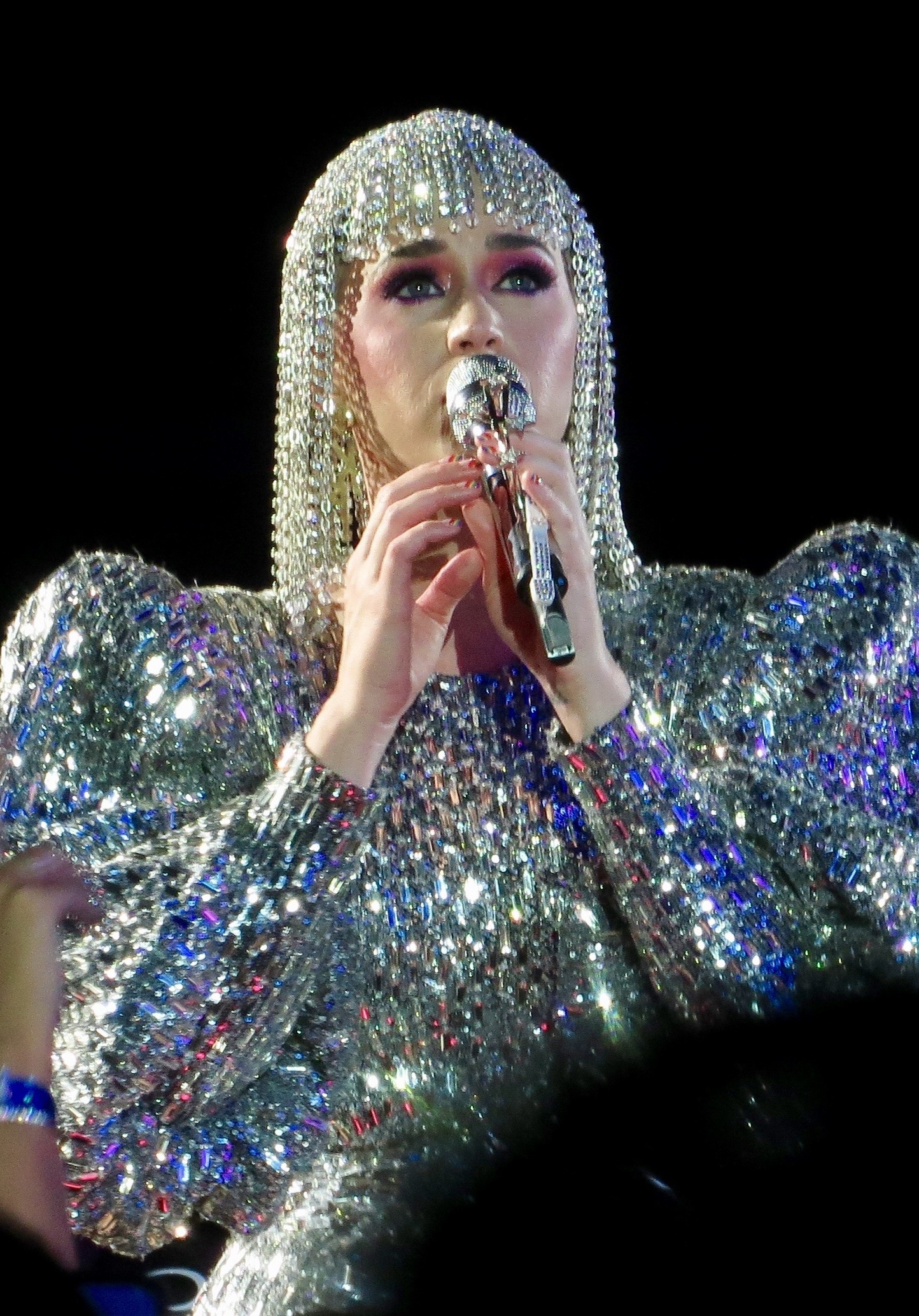
Perry na koncertu v Glasgow během Witness: The Tour

Album Witness, bylo zveřejněno 9. června 2017 a dostalo smíšené recenze a debutoval na prvním místě ve Spojených státech. Vydáním alba začala Perry na YouTube vysílat čtyř denní živý přenos s názvem Katy Perry Live: Witness World Wide. Živý přenos skončil 12. června 2017 živým koncertem. Živé vysílání sledovalo více než 49 milionů lidí z 190 různých zemí. 27. září 2017 oznámila ve spolupráci se službou YouTube Red vydání speciálu, který bude o zákulisí živého přenosu, pod názvem Will You Be My Witness? vydaného 4. října 2017. 15. června 2017 Calvin Harris vydal píseň s názvem "Feels", kterou nazpívali Katy Perry, Big Sean a Pharrell Williams pro jeho album Funk Wav Bounces Vol. 1. Píseň dosáhla čísla jedna ve Spojeném království. Také účinkovala na Witness: The Tour, které původně mělo začínat 7. září v Columbusu, Ohio, ale start byl přesunut na 19. září 2017 do Montrealu, Kanada a skončilo 21. srpna 2018 v Aucklandu, Nový Zéland. Perry nahrála cover písně "Waving Through a Window" z muzikálu Dear Evan Hansen, který byl zveřejněn 2. listopadu 2018. 15. listopadu 2018 byla zveřejněna vánoční píseň "Cozy Little Christmas" exkluzivně s Amazon Music. Následně 1. listopadu 2018 byla zveřejněna na všech ostatních platformách. Také nahrála píseň "Immortal Flame" pro hru Final Fantasy Brave Exvius, kde zároveň podle ní byla i vytvořena herní postava.
Mimo nahrávání hudby se Perry objevila ve filmu Zoolander 2. V únoru 2017 zpěvačka zahájila svou značku bot pojmenovanou "Katy Perry Collections". V roce 2017 vydala její další vůní Indi. 27. srpna 2017 moderovala cenu MTV Video Music Awards 2017. Perry podepsala 25 milionovou smlouvu na porotcování americké talentové soutěže televize ABC American Idol v letech 2018–2022. Vztah zpěvačky s britským hercem Orlandem Bloomem začal počátkem roku 2016. Pár se 14. února 2019 zasnoubil.

### 2019–2020:Smilea mateřství

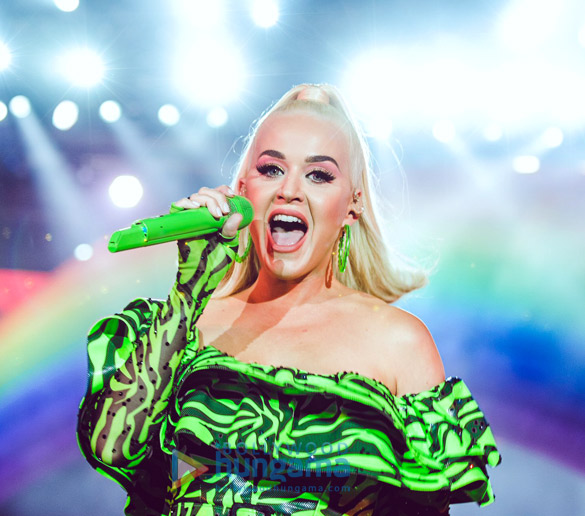
Katy Perry během koncertu na indickém festivalu OnePlus Music Festival v roce 2019

Na 61. udílení cen Grammy Awards vystoupila s písni "Here You Come Again" po boku Dolly Parton a Kacey Musgraves jako součást projevu úcty Dolly Partonové. Na den sv. Valentýna 14. února 2019 zveřejnila spolu se Zeddem píseň "365". O dva měsíce později se stala součástí remixu písně Daddyho Yankee "Con Calma". Následně 30. května 2019 vydala singl "Never Really Over", 9. srpna 2019 "Small Talk" a "Harleys in Hawaii" 16. října 2019.
V červnu 2019 se objevila ve videoklipu písně "You Need to Calm Down" od Taylor Swift. V červenci 2019 kalifornský soud vydal verdikt po týden dlouhém soudním líčení o tom, zda zpěvaččina píseň "Dark Horse" byla zkopírovaná z písně "Joyful Noise", která byla vydaná v roce 2008 rapperem Flame, který podal na Perry žalobu za porušení autorských práv s tvrzením, že zpěvačka použila rytmus jeho písně bez povolení. Soud následně zpěvačce nařídil vyplacení rapperovi sumu ve výši 550 00 dolarů. Po zpěvaččině odvolání se soud v roce 2020 přiklonil na stranu zpěvačky, která spolu s dalšími autory a vydavatelství spor proti Flamovi vyhrála. Další měsíc Josh Kloss, vystupující model ve zpěvaččině videoklipu k "Teenage Dream", Perry obvinil ze sexuálního obtěžování. V příspěvku na Instagramu uvedl, že Perry mu během párty strhla dolů jeho kalhoty a spodní prádlo, aby svým přátelům ukázala jeho penis. Kloss také napsal, že její vedení mu zabránilo mluvit o čemkoliv ve spojitosti s Katy Perry. Zpěvačka jeho tvrzení popřela.
5. března 2020 prostřednictvím jejího singlu "Never Worn White" oznámila, že s Orlandem Bloomem očekává své první dítě. "Daisies", vedoucí singl z nadcházejícího alba, byl zveřejněn 15. května spolu s videoklipem. Dalším singlem se stala titulní skladba alba 10. července 2020. Album, pojmenované Smile, bylo vydáno 28. srpna 2020. Dva dny před vydáním alba Perry porodila dceru, kterou pojmenovali Daisy Dove Bloom. Třetí singl „Not the End of the World“ byl vydán spolu s videoklipem 21. prosince 2020, který zahrnuje americkou herečku Zooey Deschanel ztělesňující Perry. Navíc Perry spolupracovala s několika umělci na několika remixech dvou písní ze Smile.

### 2021–2023: koncertní rezidence Play

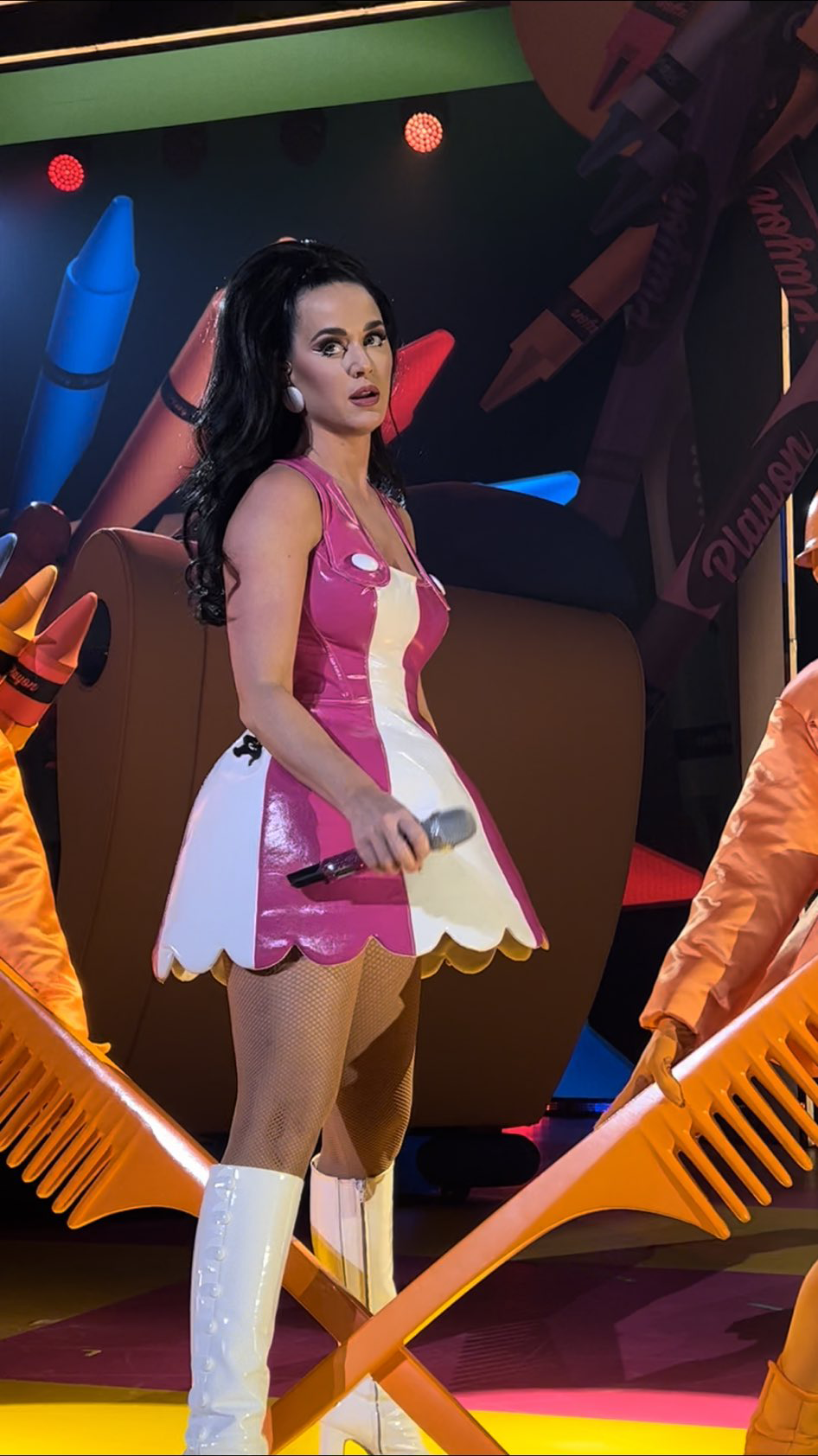
Katy Perry během koncertní rezidence Play

20. ledna 2021 vystoupila Perry s písní "Firework" během koncertu v rámci Celebrating America, jenž byl uspořádán na počest inaugurace Joea Bidena. O čtyři měsíce později vydala nový singl "Eletric", který je součástí spolupráce s Pokémon k 25. výročí existence této hry.
29. prosince 2021 začala zpěvačka hostit koncertní rezidenci Play v Las Vegas. Počátky show probíhaly během 2021 za doby COVID-19 s inspirací ve filmech jako jako Miláčku, zmenšil jsem děti, PeeWee's Playhouse a Pee-Weeho velké dobrodružství. Rezidenci popsala jako „obrovštější než život“ a jako „nejbláznivější, nejpřemrštěnější show, která se uděla“. Show obdržela pozitivní ohlasy od kritiků. V souvislosti s vyprodaným prvním koncertem bylo zveřejněno v Santa Barbara Independent, že zpěvaččina smlouva na koncertní rezidence má hodnotu okolo 168 milionů dolarů. Rezidence skončila 4. listopadu 2023.
V září 2021 Variety poctilo Perry ve svém vydání "Power of Women", kde zpěvačka rozebírala svou kariéru, mateřství a dobročinnost. Jako nominovaná se zúčastnila večeře Variety 2021 "Power of Women". O měsíc později na své 37. narozeniny byla hostující moderátorkou The Ellen DeGeneres Show. Rovněž zazářila ve sváteční reklamě pro Gap, kde zazpívala cover písně "All You Need is Love" od The Beatles. Úplná verze coveru byla zveřejněna na streamovacích platformách stejný den. 15. prosince 2021 Perry oznámila novou píseň se švédským DJ a producentem Alessem pojmenovanou "When I'm Gone" s datem vydání 29. prosince 2021. Touto spoluprací se stala po zpěvačce Lady Gaga a Coldplay třetí osobou, která dosáhla čísla jedna v chorvatské hitparádě ARC 100 napříč třemi dekádami.  V lednu 2022 ona a Morgan McLachlan založili De Soi, což je společnost, která produkuje a prodává nealkoholické aperitivy. Obě při tvorbě myslely na to, že chtějí nápoj, který „obměkčí mysl, ale bez toho hukotu“.
Spolu s Thomasem Rhettem vydala country pop duet „Where We Started“ na jaře 2022. 8. června 2022 byla Katy oceněna Klíčem k Las Vegas a zároveň ten den byl jako Katy Perry den označen. V květnu 2023 vystoupila na koncertu v rámci korunovace Karla III. ve Westminsterském opatství. V září stejného roku prodala Perry svůj hudební katalog společnosti Litmus Music za odhadovanou cenu 225 milionů dolarů.

### 2024–současnost:143
Jako host během pořadu Jimmy Kimmel Live! v únoru 2024 Perry oznámila, že po dvaadvacáté sérii opustí American Idol a ta skončila v květnu téhož roku. První singl z jejího sedmého alba byla píseň „Woman's World“ 11. července 2024.  Píseň „Lifetimes“ se počátkem srpna stala druhým singlem. 11. září obdržela Katy Perry během MTV Video Music Awards 2024 ocenění Michael Jackson Video Vanguard Award.  Pár dní po předávání cen vyšel třetí singl „I'm His, He's Mine“ s hostující americkou raperkou Doechii.
Album pojmenované 143 vyšlo 20. září 2024. Kritikové přijali album velmi negativně a na zpěvačku se snesla vleklá vlna kritiky za spolupráci s producentem Dr. Lukem, který byl nařčen ze sexuálního obtěžování zpěvačky Keshy, i když soud rozhodl o jeho nevině. V den vydání alba vystoupila na festivalu Rock in Rio v Rio de Janeiru. O osm dní později se jako hlavní akt účastnila předzápasního vystoupení australského finále fotbalové ligy pořádané AFL. V prosinci v londýnské Methodist Central Hall ve Westminsteru natočila televizní speciál Katy Perry: Night of a Lifetime, který se tři dny před Štědrým dnem vysílal ve Spojeném království na televizi ITV. Deluxe verze alba 143 nesoucí název 1432 zpěvačka vydala 20. prosince 2024. V dubnu 2025 začala své další koncertní turné The Lifetimes Tour, se kterým zavítá 30. října 2025 do pražské O2 Areny.

## Diskografie
- Katy Hudson (2001)
- One of the Boys (2008)
- Teenage Dream (2010)
- Prism (2013)
- Witness (2017)
- Smile (2020)
- 143 (2024)

## Filmografie
| Rok  | Název                                                    | Role               | Poznámka                                                       |
| ---- | -------------------------------------------------------- | ------------------ | -------------------------------------------------------------- |
| 2009 | Dostaň ho tam!                                           | ---                | Nakonec se scéna s ní vymazala a byla označena za "zbytečnou". |
| 2010 | Simpsonovi                                               | Vočkova přítelkyně | speciální host předvánočního dílu (s22e08)                     |
| 2011 | Šmoulové                                                 | Šmoulinka          | americký dabing                                                |
| 2012 | Katy Perry: Skutečná tvář                                | Sama sebe          | autobiografický film                                           |
| 2013 | Šmoulové 2                                               | Šmoulinka          | americký dabing                                                |
| 2015 | Brand: A Second Coming                                   | Ex-manželka        | ---                                                            |
| 2015 | Katy Perry: The Prismatic World Tour                     | Sama sebe          | záznam koncertu                                                |
| 2015 | Katy Perry: Making of the Pepsi Super Bowl Halftime Show | Sama sebe          | ---                                                            |
| 2015 | Jeremy Scott: The People's Designer                      | Sama sebe          | host                                                           |
| 2016 | Zoolander No. 2                                          | Sama sebe          | malá role                                                      |
| 2016 | Popstar: Never Stop Never Stopping                       | Sama sebe          | host                                                           |
| 2024 | Katy Perry: Night of a Lifetime                          | Sama sebe          | ---                                                            |

## Turné a koncertní rezidence

### Hello Katy Tour (2009)
Hello Katy Tour bylo debutové turné zpěvačky Katy Perry na podporu jejího druhého studiového alba One of the Boys. Turné začalo 23. ledna 2009 v Seattlu a skončilo 28. listopadu 2009 v tyrolském Ischglu.

### California Dreams Tour (2011–2012)
California Dreams Tour bylo druhé koncertní turné americké zpěvačky Katy Perry na podporu jejího třetího studiového alba Teenage Dream. Turné začalo 22. února 2011 v portugalském Lisabonu a skončilo 22. ledna 2012 v Pasay na Filipínách.
Na konci roku 2011 Billboard zařadil turné na #13 v "Top 25 Tours".

### Prismatic World Tour (2014–2015)
Prismatic World Tour bylo třetím koncertním turné americké zpěvačky Katy Perry na podporu jejího čtvrtého studiového alba Prism. Turné začalo 7. května, 2014 v severoirském Belfastu a to v Odyssey aréně. První část měla zahrnovat vystoupení ve Skotsku a Anglii v tomtéž měsíci. Prismatic World Tour zavítalo i do Česka – 23. února 2015 a skončilo 18. října téhož roku v Alajuela v Kostarice.

### Witness: The Tour (2017–2018)
Witness: The Tour bylo čtvrté koncertní turné americké zpěvačky Katy Perry na podporu jejího pátého studiového alba Witness (2017). Zahájení turné bylo 19. září 2017 v Montrealu v Kanadě (Bell Centre) a skončilo 21. srpna 2018 v Aucklandu (Spark Arena) na Novém Zélandu.
17. srpna 2017 zpěvačka oznámila, že start turné se přesouvá ze 7. září na 19. září 2017 a všechny koncerty v této době (7. září–19. září) byly přesunuty kromě koncertu v Buffalu, který byl zrušen.
Na konci roku 2017 se turné umístilo na pozici 77 na žebříčku Pollstar "2017 Year-End Top 100 Worldwide Tours", přičemž se odhaduje, že zatím vydělalo 28,1 milionů dolarů a během roku se zúčastnilo 266 300 lidí. V červenci 2018 Pollstar zařadil turné na 14. místo v žebříčku "Mid 100 Top Worldwide Tours 2018" s 48,8 milióny dolary a 577 617 prodanými vstupenkami na 54 vystoupení, čímž celkově získalo 76,9 milionů dolarů a prodalo 844 000 vstupenek.

### The Lifetimes Tour (2025)
The Lifetimes Tour je páté koncertní turné americké zpěvačky Katy Perry na podporu jejího sedmého studiového alba 143 (2024). Turné začalo 23. dubna 2025 v Ciudad de Mexico, Mexiko a má skončit 7. prosince 2025 v Abu Dhabi, Spojené arabské emiráty. Jedná se o její první turné po sedmi letech od posledního turné Witness: The Tour (2017–2018).
V rámci turné odehraje koncerty v Austrálii, Latinské a Severní Americe, Asii a Evropě, kdy během evropské etapy zavítá 30. října 2025 do O2 Areny v Praze. Jedná se o její druhý koncert v České republice. Ten první se odehrál 23. února 2015 také v pražské O2 Areně.

### Play (2021–2023)
Play byla koncertní rezidence americké zpěvačky Katy Perry, která se uskutečnila v Resorts World Las Vegas, Las Vegas, USA. První show proběhla 29. prosince 2021. Rezidence skončila po skoro dvou letech 4. listopadu 2023. Jednalo se o první koncertní rezidenci zpěvačky.

## Ocenění a nominace
Zpěvačka získala mnoho různých ocenění a nominací. Je držitelkou 5 ocenění American Music Awards, 16 ASCAP Pop Music Awards, 5 ocenění Billboard Music Awards, pět Video Music Awards, pět Teen Choice Awards, ocenění MTV, čtyř ocenění Guinnessovy knihy rekordů a tří NRJ Music Awards.

## Umění

### Vliv
Během raných fází své kariéry zpěvaččin hudební styl se pohyboval v oblasti gospelové hudby a usilovala o úspěch jako Amy Grant. Ve věku 15 let slyšela píseň skupiny Queen "Killer Queen", která ji inspirovala k tomu, aby se věnovala hudbě. Jako svůj největší vliv cituje frontmana kapely Freddieho Mercury a vyjádřila se, jak "jeho sarkastický přístup k psaní textů" inspiroval její hudbu. Kapele se odvděčila tím, že svou třetí vůni pojmenovala Killer Queen. Perry také popsala The Beach Boys a jejich album Pet Sounds jako značný vliv na její hudbu: "Pet Sounds je jedna z mých nejoblíbenějších nahrávek a ovlivnila skoro všechny mé skladby. Všechny melodické volby, které dělám, jsou kvůli Pet Sounds ". Zpěvačka dále drží ve vysoké úctě album Beatles The Beatles. Popisovala tyto dvě alba jako "jedinou věc, kterou jsem poslouchala asi dva roky."
Perry uvádí Alanis Morissette a její album z roku 1995 Jagged Little Pill jako významnou hudební inspiraci a rozhodla se pracovat s častým spolupracovníkem Morissette Glenem Ballardem. "Jagged Little Pill bylo nejdokonalejší ženské album, které kdy vzniklo. Je tu píseň pro každého, kdo je na stejné vlně jako na tomto záznamu, mám na mysli všechny ty písně, jsou stále nadčasové." Navíc Perry si půjčuje vliv od Flaming Red, od Patty Griffina a 10 Cent Wings od Jonathy Brooke. Perry má v úmyslu stát se "více jako Joni Mitchell", uvolňovat lidovou a akustickou hudbu. Zpěvaččin autobiografický dokument Katy Perry: Skutečná tvář byl do značné míry ovlivněn filmem Madonna: Truth nebo Dare. Obdivuje schopnost Madonny se znovu objevit a říkat: "Chci se vyvíjet jako Madonna" a Madonna připustila, že jí inspirovala, aby Prism "bylo temnější" než její předchozí materiál.
Perry jmenuje Björk jako vliv, obzvláště obdivující její "ochotu vždycky užívat šance". Další hudebníci, které Perry citovala jako vliv, jsou ABBA, Cardigans, Cyndi Lauper, Ace of Base, 3OH!3, CeCe Peniston, C+C Music Factory, Black Box, Crystal Waters, Mariah Carey, Heart, Joni Mitchell, Paul Simon, Imogen Heap, Rufus Wainwright, Pink a Gwen Stefani. "Firework" byl inspirován pasáží v knize "On the Road" Jackem Kerouacem, ve které autor porovnává lidi, kteří jsou plní života, ohňostrojem, který střílí na oblohu a dělá lidi hledící s úžasem. Její druhé koncertní turné, California Dreams Tour, připomínalo Alenku v Říši Divů a Čaroděje ze země Oz. Také se připisuje k filmu Craft pro inspiraci její písně "Dark Horse" a knize Eckhart Tolle "The Power of Now" ovlivňující Prism.

### Hudební styl a témata
Zatímco zpěvaččina hudba obsahuje pop, rock a disco, Katy Hudson obsahuje gospel. Její další vydání, One of the Boys a Teenage Dream, zahrnuje témata sexu a lásky. One of the Boys je pop rock record, zatímco Teenage Dream má vlivy disko. Perryino čtvrté album, Prism, je výrazně ovlivněno taneční a popovou hudbou. Textově se album zabývá vztahy, sebereflexí a každodenním životem. Mnoho z jejích písní, zejména z Teenage Dream, se zamýšlí nad láskou mezi dospívajícími; W popisoval sexuální nálady alba jako "neodolatelné melodie". Vlastní posílení je společným tématem ve zpěvaččině hudbě.
Její páté album Witness se ode všech lišilo hlavně tím, že už se zpěvačka nezajímala o sex, lásku a sílu. Dala se do politiky (Chained To The Rhythm), bojování za ženská práva (Hey Hey Hey, Power), o tom, jak je dnešní doba zkažená (Mind Maze, Bigger Than Me), ať otevřeme oči (Witness) nebo o zkažených vztazích (Déja Vu).
"Když jsem v rekordech, někdy o sobě pochybuji. Měla jsem štěstí, anebo masově manipuluji svět, aby si myslel, že šest písní stojí za číslo jedna? A pak se vrátím do studia a začnu psát a opravdový esenciální materiál, který jsem, přichází a budí zpět a připomíná mi, že je to vždycky uvnitř mě, že nikdo to nemůže odnést bez ohledu na to, co někdo dělá."
–Perry o své důvěře jako skladatelky
Perry se popisuje jako "zpěvačka a skladatelka, která se maskuje jako popová hvězda" a tvrdí, že pro ni je velmi důležité napsat upřímnou píseň. Řekla Marie Claire: "Cítím se jako tajný kouzelný trik, který mě odděluje od mnoha mých vrstevníků, že statečnost je zranitelná, pravdivá a upřímná. Myslím, že čím více se stáváte statečným, tím jste zranitelnější." Kristen Wiig poznamenal, že "stejně snadné, divoké a infekční jako jsou Perryiny písně, mohou být pod povrchem skrývající se mořem smíšených emocí, rozbité motivy a protichůdné impulsy, které jsou dost komplikované, aby zaplnily záznam Carole Kinga." Podle Greg Kot z Chicaga Tribune, "může být dosud největší výzvou ." New York Times ji označila za "nejsilnější popovou hvězdu dnešního dne – její hity jsou spojeny jen náznakem experimentování." Randall Roberts z Los Angeles Times kritizovala její použití idiomů a metafor v textech a častých "kliších". Během své kariéry napsala Perry písně pro umělce jako jsou Selena Gomez, Jessie James, Kelly Clarkson, Lesley Roy, Britney Spears, Iggy Azalea, a Nicki Minaj.

### Hlas
Perry má vokální rozsah kontraalt. Její zpěv obdržel jak chválu, tak i kritiku. Betty Clarke z The Guardian poznamenala, že "její silný hlas je tvrdohlavý", zatímco Rob Sheffield z Rolling Stone popsal zpěvaččiny vokály na Teenage Dream jako "zpracované staccato tečky". Darren Harvey z musicOMH porovnal Perryiny vokály na One of the Boys s Alanis Morissette, obě mají "zářivý hlas, který mění oktávy střední slabiky". Alex Miller z NME se domníval, že "zpěvaččiným problém je často její hlas" na One of the Boys, když říká, že "někde na řadě ji někdo přesvědčil, že je jako kouzelná rocková slepice." Naopak, Bernadette McNulty z The Daily Telegraph ocenila svůj "rockový slepičí hlas".

## Veřejný dojem

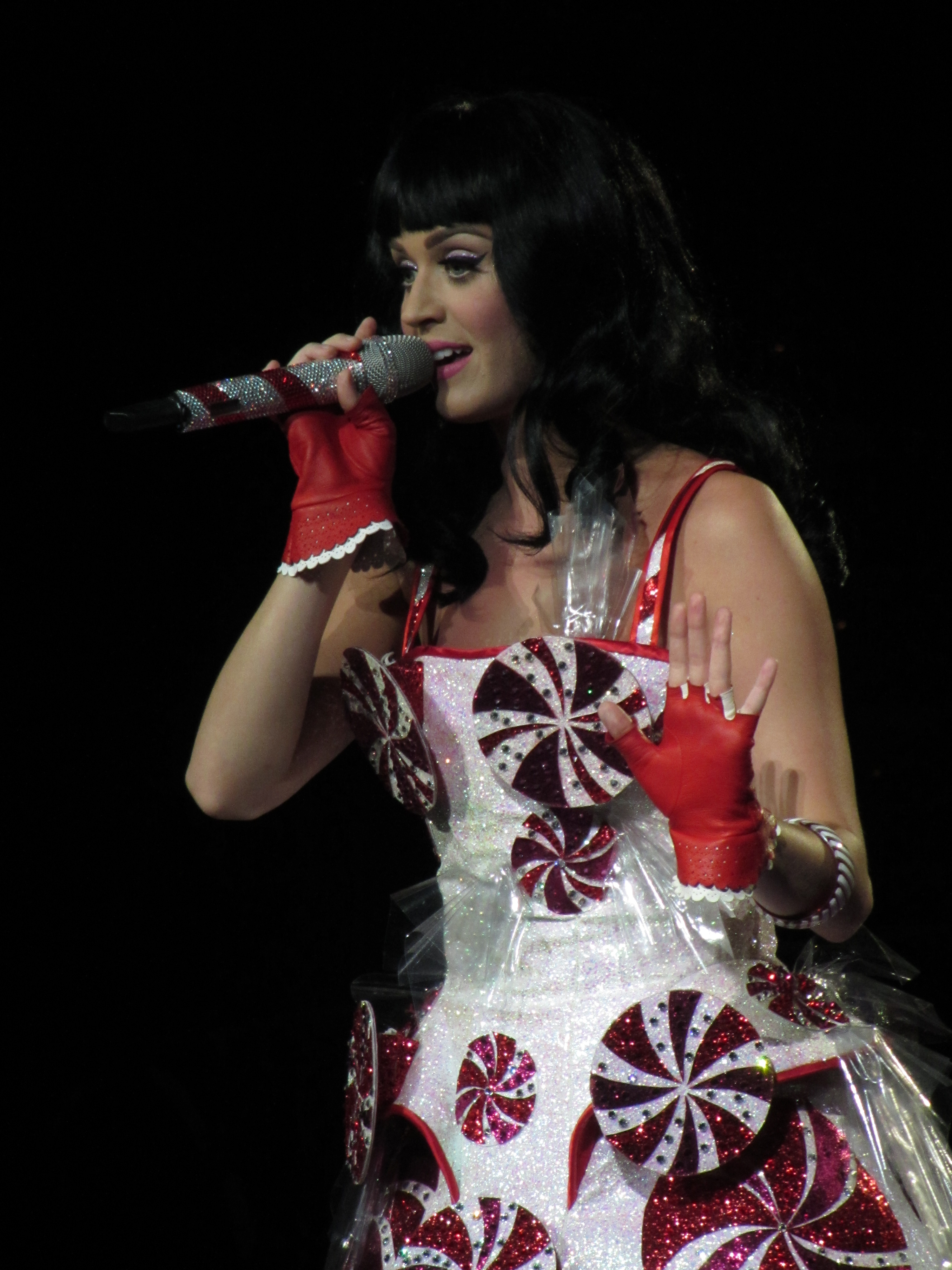
Zpěvaččiny charakteristické točící se vířivě mentolové šaty

Perry je považována za sex symbol; GQ ji označil za "plnou mužskou fantazii", zatímco Elle popsala své tělo "jako by ho kreslil dospívající chlapec." Magazín Vice ji popisoval jako "vážnou" popstar/ženu/sexuální symbol". V roce 2010 obsadila pozici číslo 1 v Maxim Hot 100 jako "nejkrásnější žena na světě", jejíž redaktor Joe Levy ji popisovala jako "trojitý – žádný čtyřnásobný – druh vášnivé". Čtenáři Men's Health jí zvolily za "nejvíce sexy ženu roku 2013". V listopadu 2010 Perry řekla pro Harper's Bazaar, že je hrdá a spokojena s svou postavou.
Zpěvaččina móda často obsahuje humor, jasné barvy a témata související s potravinami, jako například její točící se vířivě mentolové šaty. Magazín Glamour ji nazval "královnou komedie". V únoru 2009 Perry pro Seventeen uvedla, že její módní styl je "trochu smíšená s různými věcmi" a prohlásila, že se jí líbí její oblečení. Také svůj styl popisuje jako by měla "disociativní poruchu identity" pro módu. Perry uvádí Gwen Stefaniho, Shirley Manson, Chloë Sevigny, Daphne Guinnessovou, Natalie Portmanovou a fiktivní postavu Lolitu jako její ikony stylu.
Na sociálních médiích zpěvačka překonala Justina Biebera jako nejvíce sledovanou osobu na Twitteru v listopadu 2013. Získala rekord v Guinnessově knize rekordů roku 2015 pro nejvíce sledovatelů na Twitteru a stala se první osobou, která na síti získala 100 milionů sledovatelů v červnu 2017. Keith Caulfield z Billboardu uvedl, že je "vzácná celebrita, která má obrovskou popularitu, ale skutečnou interakci na úrovni země s jejími zbožňujícími KatyCats". V červnu 2017 Time zařadil Perry mezi "25 nejvlivnějších lidí na internetu" roku, když píše, že její Katy Perry Live World Wide byl "planoucí stezka" za to, že "nejbližší jakýkoliv významný bavič přišel poskytnout fanouškům takovou "skutečnou" intimitu, kterou mají sociální média poskytovat."
V roce 2011 magazín Forbes ji umístil na třetí místo svého seznamu "Top-Vydělávajících žen v hudbě" se ziskem 44 milionů dolarů a páté místo na seznamu v roce 2012 s 45 miliony dolarů. Později se umístila na sedmém místě na seznamu magazínu Forbes v roce 2013 pro "Top-Vydělávajících žen v hudbě" s 39 miliony dolarů a pátém místě na seznamu 2014 s 40 miliony dolarů. S výdělkem ve výši 135 milionů dolarů zařadila společnost Forbes také Perry na číslo jedna ve svém seznamu "Top-Vydělávajících žen v hudbě" v roce 2015, stejně jako "Nejvyšší placené hudebníci na světě" a společnost jí prohlásila nejvíce výdělečnou ženskou celebritu v roce 2015. V roce 2016 časopis odhadoval, že její čistá hodnota činí 125 milionů dolarů a řadí se na číslo šest na seznamu "Nejvíce placené ženy v hudbě" s výdělky 41 milionů dolarů.